# Station Manulla Junction
Station Manulla Junction is een spoorwegstation in het Ierse  graafschap Mayo. Het station ligt op de plek waar de lijn van Dublin zich splitst in een tak naar Westport en een tak naar Ballina. Vanaf het station rijdt een pendeltrein naar Ballina. Het station wordt alleen gebruikt voor de overstap op of van die trein op de treinen naar Westport en Dublin, en is niet bereikbaar vanaf de openbare weg.